# Ceratobranchia
Genre
Ceratobranchia est un genre de poissons téléostéens de la famille des Characidae et de l'ordre des Characiformes.

## Liste d'espèces
Selon FishBase (9 juin 2015) :
- Ceratobranchia binghami Eigenmann, 1927
- Ceratobranchia delotaenia Chernoff & Machado-Allison, 1990
- Ceratobranchia elatior Tortonese, 1942
- Ceratobranchia joanae Chernoff & Machado-Allison, 1990
- Ceratobranchia obtusirostris Eigenmann, 1914